# Juvisy-sur-Orge
Juvisy-sur-Orge is een gemeente in het Franse departement Essonne (regio Île-de-France). Juvisy-sur-Orge telde op 1 januari 2022 18.978 inwoners. De plaats maakt deel uit van het arrondissement Palaiseau.

## Geografie
De oppervlakte van Juvisy-sur-Orge bedroeg op 1 januari 2022 2,24 vierkante kilometer; de bevolkingsdichtheid was toen 8.472,3 inwoners per km². 
Juvisy-sur-Orge ligt achttien kilometer ten zuidoosten van Parijs. De Seine vormt de oostelijke grens van de gemeente. De Orge stroomt door Juvisy-sur-Orge.

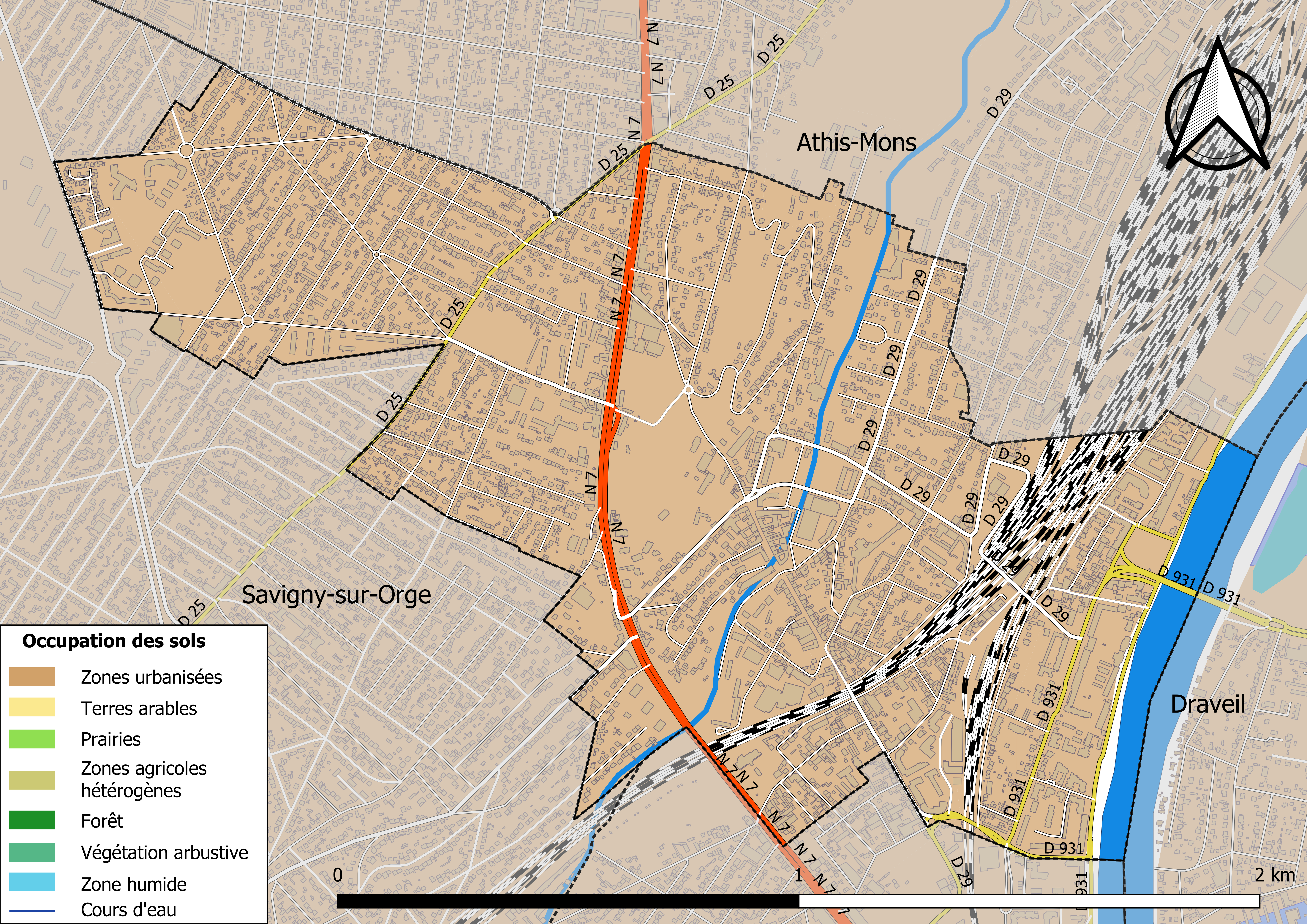
Kaart van de gemeente met belangrijkste infrastructuur, bodemgebruik en omliggende gemeenten

## Demografie
In 1850 telde de gemeente 440 inwoners. In 1881 waren dit er 881 en in 1900 al 4.300. Onderstaande figuur toont het verloop van het inwonertal (bron: INSEE-tellingen).

## Geschiedenis
Aan het begin van de twaalfde eeuw stichtten benedictijnen vanuit de abdij van Marmoutier bij Tours hier een klooster op een heuvel en begonnen de moerassen rond de Seine en de Orge droog te leggen en te ontginnen. Koning Karel IX verleende aan de inwoners van Juvisy het voorrecht om twee jaarmarkten (in mei en december) en een vrijdagmarkt te organiseren. In 1624 werd begonnen met de bouw van de parochiekerk, gewijd aan de heilige Nicolaas.
Aan het begin van de negentiende eeuw was Juvisy-sur-Orge een dorp met amper vierhonderd inwoners. De ontwikkeling van de gemeente begon met de ingebruikname van het treinstation in 1843. Dit station groeide uit tot een belangrijk station voor personen- en goederenvervoer, het grootste van Île-de-France buiten de stations van Parijs. In 1893 werd er een brug over de Seine geopend die de gemeente verder ontsloot.
In de twintigste eeuw vonden er twee rampen plaats. In 1910 overstroomde de Seine en zette de gemeente blank. Twee derde van de inwoners werd getroffen. Op 18 april 1944 vielen bij een geallieerd bombardement op het treinstation meer dan honderd doden in Juvisy-sur-Orge. Er was ook veel materiële schade.
Na de oorlog volgde een sterke groei van de bevolking. Vanaf de jaren 1960 werden H.L.M.-flats gebouwd in Juvisy-sur-Orge.

## Verkeer en vervoer
In de gemeente ligt het station Juvisy dat aangesloten is op de spoorlijnen RER C en RER D.

## Geboren
- Jean-Jacques Annaud (1943), filmregisseur en -producer
- Christophe (1945-2020), zanger
- Emmanuelle Charpentier (1968), microbiologe, biochemica en scheikundige, winnaar van de Nobelprijs voor Scheikunde
- David Grondin (1980), voetballer
- Alexandre Prémat (1982), autocoureur
- Ladji Doucouré (1983), atleet
- Tristan Lahaye (1983), voetballer
- Djaoui Cissé (2004), Frans-Malinees voetballer

## Overleden
- Camille Flammarion (1842-1925), astronoom, geofysicus en schrijver. Hij had hier vanaf 1883 een privé-observatorium waar hij zijn astronomische waarnemingen uitvoerde
- Gabrielle Fontan (1873-1959), actrice
- Camille Lambert (1874-1964), Belgisch kunstschilder